# Joseph Murray (Boxer)
Joseph Murray (* 3. Januar 1987 in Levenshulme, Manchester) ist ein englischer Boxer. Er gewann bei der Weltmeisterschaft der Amateure 2007 in Chicago eine Bronzemedaille im Bantamgewicht.

## Leben
Joseph Murray stammt aus einer Boxer-Familie, sein älterer Bruder John Murray ist britischer Meister der Profis im Leichtgewicht (Stand Mai 2008). Er selbst begann als Jugendlicher beim Boxclub Moss Side ABC mit dem Boxen und wechselte später zum Boxclub Broadshaw ABC. Sein Trainer ist Joe Gallagher. Seinen ersten Kampf bestritt er im November 2000. 
Im Jahre 2003 wurde er englischer Schülermeister und belegte im selben Jahr bei der europäischen Schülermeisterschaft in Rom in der Gewichtsklasse bis 46 kg Körpergewicht hinter Ozkan Gorkhan, Türkei und György Szalai aus Ungarn den 3. Platz. Im Jahre 2004 wurde Joe Murray in Huddersfield durch einen Sieg über James Cole englischer Juniorenmeister im Halbfliegengewicht. 2005 wurde er erstmals in einem Länderkampf Englands gegen die USA bei den Senioren eingesetzt. Er besiegte dabei Jorge Diaz klar nach Punkten (21:9).
2006 startete Joe Murray bei der EU-Meisterschaft in Pécs und siegte dort über Mirsad Ahmeti aus Kroatien (24:22) und Vittorio Parrinello aus Italien (30:22) nach Punkten und unterlag im Finale gegen Zsolt Bedák aus Ungarn nach Punkten (12:36). Bei der Europameisterschaft des gleichen Jahres in Plowdiw gelang Joe Murray im Achtelfinale ein Punktsieg über Rahib Najafow aus Aserbaidschan (29:17). Im Viertelfinale unterlag er aber gegen Detelin Dalakliew aus Bulgarien mit 18:34 Punkten, schied damit aus und belegte mit drei weiteren Boxern den 5. Platz.
Das Jahr 2007 wurde dann zum erfolgreichsten in der bisherigen Laufbahn von Joe Murray. Er belegte bei der EU-Meisterschaft in Dublin im Bantamgewicht mit einem Sieg über Vittoria Parrinello und einer Niederlage im Halbfinale gegen Denis Makarov aus Deutschland den 3. Platz und belegte auch bei der Weltmeisterschaft in Chicago im Bantamgewicht einen hervorragenden 3. Platz. Auf dem Weg dorthin besiegte er Maximiliano Marquez aus Argentinien durch Abbruch in der 3. Runge, Carlos Cuadras aus Mexiko (28:19), Bruno Julie, Mauritius (26:19) und Gu Yu aus China (14:11) jeweils nach Punkten, ehe er im Halbfinale von Enchbatyn Badar-Uugan aus der Mongolei nach Punkten (11:20) geschlagen wurde.
Im Jahre 2008 wurde Joe Murray bei den Olympischen Spielen in Peking eingesetzt und damit dem zweifachen englischen Meister von 2007 und 2008 Luke Campbell vorgezogen. In Peking traf er in der 1. Runde auf den Chinesen Gu Yu, den er bei der Weltmeisterschaft in Chicago noch geschlagen hatte. In Peking drehte Gu Yu aber den Spieß um und schlug Murray mit 17:7 Treffern nach Punkten. Für Murray blieb deshalb nur der 17. Platz, den er mit allen Verlierern der Vorrunde teilte.

## Internationale Erfolge
(WM = Weltmeisterschaft, Hfl = Halbfliegengewicht, Ba = Bantamgewicht, bis 48 kg bzw. 54 kg Körpergewicht)
- 2003, 3. Platz, Schüler-Europameisterschaft in Rom, bis 46 kg Körpergewicht, hinter Ozkan Gorkhan, Türkei u. György Szalai, Ungarn;

- 2006, 2. Platz, EU-Meisterschaft in Pécs, Ba, hinter Zsolt Bedák, Ungarn u. vor Vittorio Parrinello, Italien;

- 2006, 5. Platz, EM in Plowdiw, Ba, hinter Ali Aliew, Russland, Detelin Dalakliew, Bulgarien, Zsolt Bedák u. Mirsad Ahmeti, Kroatien;

- 2007, 3. Platz, EU-Meisterschaft in Dublin, Ba, hinter Detelin Dalakliew u. Denis Makarov, Deutschland, gemeinsam mit Rudolf Dydi, Slowakei;

- 2007, 3. Platz, WM in Chicago, Ba, hinter Sergei Wodopjanow, Russland und Enchbatyn Badar-Uugan, Mongolei, gemeinsam mit McJoe Arroya, Puerto Rico,

- 2008, 17. Platz, OS in Peking, Ba, nach einer Niederlage in seinem ersten Kampf gegen Gu Yu, China

## Länderkämpfe
- 2005 in London, England gegen USA, Ba, Punktsieger über Jorge Diaz (21:9),
- 2006 in Weymouth, England gegen USA, Ba, Punktsieger über Jorge Diaz (28:18),
- 2007 in London, England gegen Ungarn, Ba, Punktsieger über Janos Mihaly (32:11)